# Undergrundsøkonomi
Undergrundsøkonomi, sortbørshandel, det sorte marked, sort økonomi eller paralleløkonomi refererer til et marked, hvor handler udføres uden hensyntagen til beskatning, lovgivning eller handelsreguleringer. I moderne samfund dækker undergrundsøkonomien over en lang række aktiviteter. Generelt set er undergrundsøkonomien mindst i de lande, der har størst økonomisk frihed, mens den bliver forholdsmæssigt større i lande, hvor korruption, forbud og eksistensen af legitime monopoler begrænser lovlig økonomisk aktivitet. Undergrundsøkonomien er typisk også stor i planøkonomiske samfund, hvor efterspørgslen efter varer er større end udbuddet.
Undergrundsøkonomien beskæftiger sig hovedsageligt med omsætning af varer, der er illegale eller som er begrænset i antal eller tilgængelighed. Det omfatter således både handel med euforiserende stoffer og stjålne varer, men også handel med tjenesteydelser (sort arbejde), pirattaxivirksomhed samt videresalg af billetter til kultur- og idrætsarrangementer til overpris.
I flere EU-lande udgør undergrundsøkonomien omkring 20 procent af bruttonationalproduktet, mens tallet for Danmark skønnes at være 17 procent.